# Stylaraea punctata
Stylaraea punctata är en korallart som först beskrevs av Carl von Linné 1758.  Stylaraea punctata ingår i släktet Stylaraea och familjen Poritidae. IUCN kategoriserar arten globalt som otillräckligt studerad. Inga underarter finns listade i Catalogue of Life.